# Carolina Panthers
De Carolina Panthers (of simpelweg de Panthers) is een professioneel American footballteam uit Charlotte, North Carolina. Ze komen uit in de zuiddivisie van de National Football Conference (NFC), wat onderdeel is van de National Football League (NFL).
Nadat 20 jaar lang geen nieuwe teams tot de NFL waren toegelaten, werd besloten om de NFL uit te breiden met twee nieuwe teams. Uiteindelijk mochten de Carolina Panthers, samen met de Jacksonville Jaguars, in 1995 de NFL betreden. Tot op heden hebben de Panthers nog geen NFL kampioenschap weten te winnen, maar ze stonden wel in de Super Bowl van de seizoenen 2003-2004 en 2015-2016.

## Naam
De naam Panthers werd gekozen door de zoon van teameigenaar Jerry Richardson. Volgens hem stond de naam voor wat een team hoort te zijn: krachtig, strak en sterk.

## Stadion
De Panthers betrokken pas in hun tweede seizoen hun huidige stadion. In 1995 speelden ze in het Memorial Stadium, het football-stadion van de Universiteit van Clemson in Clemson (South Carolina), omdat het stadion in Charlotte nog niet klaar was.

## Resultaten
| Seizoen | Competitie | Conf | Div   | Regulier seizoen | Regulier seizoen | Regulier seizoen | Regulier seizoen | Regulier seizoen | Play-offs          | Play-offs           | Play-offs          | Play-offs        |
| Seizoen | Competitie | Conf | Div   | Plek             | W                | G                | V                | Pct              | Wild Card          | Divisional Playoff  | Championship       | Super Bowl       |
| ------- | ---------- | ---- | ----- | ---------------- | ---------------- | ---------------- | ---------------- | ---------------- | ------------------ | ------------------- | ------------------ | ---------------- |
| 1995    | NFL        | NFC  | West  | 4e               | 7                | 0                | 9                | 0,438            |                    |                     |                    |                  |
| 1996    | NFL        | NFC  | West  | 1e               | 12               | 0                | 4                | 0,750            | Vrijstelling       | 26–17 v. Cowboys    | 30–13 @ Packers    |                  |
| 1997    | NFL        | NFC  | West  | 2e               | 7                | 0                | 9                | 0,438            |                    |                     |                    |                  |
| 1998    | NFL        | NFC  | West  | 4e               | 4                | 0                | 12               | 0,250            |                    |                     |                    |                  |
| 1999    | NFL        | NFC  | West  | 2e               | 8                | 0                | 8                | 0,500            |                    |                     |                    |                  |
| 2000    | NFL        | NFC  | West  | 3e               | 7                | 0                | 9                | 0,438            |                    |                     |                    |                  |
| 2001    | NFL        | NFC  | West  | 5e               | 1                | 0                | 15               | 0,063            |                    |                     |                    |                  |
| 2002    | NFL        | NFC  | South | 4e               | 7                | 0                | 9                | 0,438            |                    |                     |                    |                  |
| 2003    | NFL        | NFC  | South | 1e               | 11               | 0                | 5                | 0,688            | 29–10 v. Cowboys   | 23–29 (n.v.) @ Rams | 3–14 @ Eagles      | 32–29 @ Patriots |
| 2004    | NFL        | NFC  | South | 3e               | 7                | 0                | 9                | 0,438            |                    |                     |                    |                  |
| 2005    | NFL        | NFC  | South | 2e               | 11               | 0                | 5                | 0,688            | 0–23 @ Giants      | 21–29 @ Bears       | 34–14 @ Seahawks   |                  |
| 2006    | NFL        | NFC  | South | 2e               | 8                | 0                | 8                | 0,500            |                    |                     |                    |                  |
| 2007    | NFL        | NFC  | South | 2e               | 7                | 0                | 9                | 0,438            |                    |                     |                    |                  |
| 2008    | NFL        | NFC  | South | 1e               | 12               | 0                | 4                | 0,750            | Vrijstelling       | 13–33 v. Cardinals  |                    |                  |
| 2009    | NFL        | NFC  | South | 3e               | 8                | 0                | 8                | 0,500            |                    |                     |                    |                  |
| 2010    | NFL        | NFC  | South | 4e               | 2                | 0                | 14               | 0,125            |                    |                     |                    |                  |
| 2011    | NFL        | NFC  | South | 3e               | 6                | 0                | 10               | 0,375            |                    |                     |                    |                  |
| 2012    | NFL        | NFC  | South | 2e               | 7                | 0                | 9                | 0,438            |                    |                     |                    |                  |
| 2013    | NFL        | NFC  | South | 1e               | 12               | 0                | 4                | 0,750            | Vrijstelling       | 10–23 v. 49ers      |                    |                  |
| 2014    | NFL        | NFC  | South | 1e               | 7                | 1                | 8                | 0,469            | 26–16 v. Cardinals | 31–17 @ Seahawks    |                    |                  |
| 2015    | NFL        | NFC  | South | 1e               | 15               | 1                | 0                | 0,938            | Vrijstelling       | 31–24 v. Seahawks   | 49–15 v. Cardinals | 24–10 @ Broncos  |
| 2016    | NFL        | NFC  | South | 4e               | 6                | 0                | 10               | 0,375            |                    |                     |                    |                  |
| 2017    | NFL        | NFC  | South | 2e               | 11               | 0                | 5                | 0,688            | 26–31 @ Saints     |                     |                    |                  |
| 2018    | NFL        | NFC  | South | 3e               | 7                | 0                | 9                | 0,438            |                    |                     |                    |                  |
| 2019    | NFL        | NFC  | South | 4e               | 5                | 0                | 11               | 0,313            |                    |                     |                    |                  |
| 2020    | NFL        | NFC  | South | 3e               | 5                | 0                | 11               | 0,313            |                    |                     |                    |                  |
| 2021    | NFL        | NFC  | South | 4e               | 5                | 0                | 12               | 0,294            |                    |                     |                    |                  |
| 2022    | NFL        | NFC  | South | 2e               | 7                | 0                | 10               | 0,412            |                    |                     |                    |                  |
| 2023    | NFL        | NFC  | South | 4e               | 2                | 0                | 15               | 0,118            |                    |                     |                    |                  |
| 2024    | NFL        | NFC  | South | 3e               | 5                | 0                | 12               | 0,294            |                    |                     |                    |                  |

| Kleur of afkorting | Betekenis                |
| ------------------ | ------------------------ |
| Geel               | Won Super Bowl           |
| Blauw              | Won Conference-titel     |
| Groen              | Won divisie              |
| Licht groen        | Geplaatst voor play-offs |
| Score v.           | Uitslag thuisduel        |
| Score @            | Uitslag uitduel          |

## Erelijst
Conference-titels (2)
2003, 2015
Divisie-titels (6)
1996, 2003, 2008, 2013, 2014, 2015
Deelnames play-offs (8)
1996, 2003, 2005, 2008, 2013, 2014, 2015, 2017

## Bekende (oud-)spelers
- Luke Kuechly, kreeg in 2012 de Defensive Rookie of the Year Award en in 2013 de Defensive Player of the Year Award.
- Cam Newton, kreeg in 2011 de Offensive Rookie of the Year Award, in 2015 uitgeroepen tot MVP (Most valuable Pleayer) van de NFL.
- Julius Peppers, kreeg in 2002 de Defensive Rookie of the Year Award.